# 寧德白馬港鐵路支線
宁德白马港铁路支线是一条位于福建省宁德市福安市湾坞镇白马港港区的一条货运铁路支线，线路北起温福铁路福安站，南至白马港作业区及大唐电厂作业区，中途设置上澳港湾站，正线长度18.95km，疏解线长度4.037km，大唐支线长度4.06km，设计速度为80km/h，为单线，投资估算额約为15.3億元。项目由南昌铁路局出资34%、福安市城市建设投资有限公司出资3%、福建大唐国际宁德发电有限责任公司出资33%、福建省腾川建设发展有限公司出资30%。货运功能以服务港口集疏运为主，兼顾临港工业区企业运输需求。预计开通后的货流以大唐作业区发往抚州电厂的直达煤炭为主。2010年5月，中铁三局中标新建宁德白马港铁路支线工程站后四电标段工程，工程造价8076.4788万元，计划总工期366天。